# Predsednik Češke
Predsednik Češke republike (češko: Prezident České republiky) je izvoljeni vodja države Češka republika in vrhovni poveljnik češke vojske.
Češka je parlamentarna republika, kar pomeni, da je moč predsednika močno omejena, a ima kljub temu več političnih pristojnosti kot denimo predsednik Avstrije ali Madžarske. Ker je veliko pooblastil mogoče izvrševati le s podpisi predsednika in češke vlade, si urada dejansko delita odgovornost za nekatera politična vprašanja.
Aktualni predsednik Petr Pavel je funkcijo prevzel 9. marca 2023. Njegov mandat se bo iztekel 8. marca 2028.

## Moči
Oblikovalci ustave Češke republike so nameravali vzpostaviti parlamentarni sistem, v katerem bi bil premier vodilna politična osebnost države in dejanski nosilec izvršne oblasti, predsednik pa ceremonialni vodja države. Vendar je bil status prvega predsednika Václava Havela tak, da je urad pridobil večji vpliv, kot so ga predvidevali oblikovalci, čeprav niti približno tako močan kot češkoslovaško predsedstvo.

## Prenehanje mandata
Predsedniku lahko mandat preneha, če umre, ali:
1. Predsednik lahko odstopi, a mora o tem obvesti predsednika senata.[4]
2. Predsedniku lahko mandat preneha zaradi skupne resolucije senata, da iz »resnih razlogov« ne more opravljati svojih dolžnosti.[5] Predsednik se lahko pritoži na ustavno sodišče, da razveljavi to resolucijo.[6]
3. Predsednik je lahko pred ustavnim sodiščem na predlog Senata obtožen veleizdaje.

## Nasledstvo
V primeru, da predsednik ne more opravljati svojih nalog ali če se predsedniško mesto iz katerega koli razloga sprosti, predsednik poslanske zbornice in predsednik vlade skupaj opravljata naloge predsednika.

## Ceremonial

### Predsedniške fanfare
Od prvega češkoslovaškega predsednika Tomáša Garrigueja Masaryka je predsedniška fanfara uvod v opero Libuše Bedřicha Smetane, ki je simbol domoljubja češkega ljudstva v času Češkega narodnega preporoda pod Avstro-Ogrsko monarhijo.

### Heraldika
Kabinet predsednika ima lastno ikonografijo, vzpostavljeno z zakoni, ki jih je sprejel parlament. Morda najbolj vidna med njimi je predsednikova zastava. Njegov uradni moto je enak geslu republike: »Pravda vítězí« (»Resnica prevlada«).

### Prebivališča
Uradna rezidenca češkega predsednika je Praški grad. Bivalni prostori so majhni in niso posebej udobni, zato sta se nedavna predsednika Václav Havel in Václav Klaus odločila, da bosta živela drugje. Zadnji predsednik, ki je bil bolj ali manj polno zaposlen v rezidenci na praškem gradu, je bil Gustáv Husák. Predsedniku je na voljo tudi poletna rezidenca na gradu v vasi Lány, 35 kilometrov zahodno od Prage.

## Seznam predsednikov
Stranke
      Neodvisni
      ODS
      SPO
|   | Portret  | Predsednik (Birth–Death)  | Začetek mandata | Konec mandata   | Stranka                                | Term     | Prejšnje funkcije                                                                 |
| - | -------- | ------------------------- | --------------- | --------------- | -------------------------------------- | -------- | --------------------------------------------------------------------------------- |
| 1 |          | Václav Havel (1936–2011)  | 2. februar 1993 | 2. februar 2003 | Neodvisni                              | 1 (1993) | Predsednik Češkoslovaške (1989–1992)                                              |
| 1 | 2 (1998) | Václav Havel (1936–2011)  | 2. februar 1993 | 2. februar 2003 | Neodvisni                              |          | Predsednik Češkoslovaške (1989–1992)                                              |
| 2 |          | Václav Klaus (rojen 1941) | 7. marec 2003   | 7. marec 2013   | Državljanska demokratska stranka (ODS) | 3 (2003) | Predsednik vlade (1992–1998) Predsednik Poslanske zbornice parlamenta (1998–2002) |
| 2 | 4 (2008) | Václav Klaus (rojen 1941) | 7. marec 2003   | 7. marec 2013   | Državljanska demokratska stranka (ODS) |          | Predsednik vlade (1992–1998) Predsednik Poslanske zbornice parlamenta (1998–2002) |
| 3 |          | Miloš Zeman (rojen 1944)  | 8. marec 2013   | 8. marec 2023   | Stranka državljanskih pravic (SPO)     | 5 (2013) | Predsednik Poslanske zbornice parlamenta (1996–1998) Predsednik vlade (1998–2002) |
| 3 | 6 (2018) | Miloš Zeman (rojen 1944)  | 8. marec 2013   | 8. marec 2023   | Stranka državljanskih pravic (SPO)     |          | Predsednik Poslanske zbornice parlamenta (1996–1998) Predsednik vlade (1998–2002) |
| 4 |          | Petr Pavel (rojen 1961)   | 9. marec 2023   | Incumbent       | Neodvisni                              | 7 (2023) | Načelnik generalštaba (2012–2015) Načelnik Vojaškega odbora Nata (2015–2018)      |